# Frankfurter Aufmerksamkeits-Inventar
Das Frankfurter Aufmerksamkeits-Inventar (FAIR) ist ein psychologischer Test zur Beurteilung der Fähigkeit zur Aufmerksamkeit und Konzentration (Aufmerksamkeits- und Konzentrationstest).

## Testziel
Das FAIR testet die Fähigkeit zur gerichteten Aufmerksamkeit. Damit ist hierbei die Fähigkeit gemeint, bestimmte, ähnliche Informationen (Symbole) schnell zu erkennen, sie zutreffend auseinanderzuhalten und unerhebliche Informationen (äußere Störeinflüsse) auszublenden.

## Aufbau und Ablauf

Frankfurter Diskriminationsitems. Obere Zeile: Items Typ A, untere Zeile: Items Typ B

Das FAIR ist ein Anstreich-Test, bei dem innerhalb einer vorgegebenen Zeit in einer Reihe von ähnlichen, runden Symbolen (Items) bestimmte Symbole erkannt und (mit einem Stift) markiert werden müssen (Paper-Pencil-Verfahren). Hierbei berücksichtigt FAIR das Prinzip der vollständigen Markierung, d. h., es werden auch solche Symbole markiert, die nicht zu den gesuchten gehören. Dadurch wird das Problem anderer Testverfahren vermieden, dass für nicht-markierte Symbole nicht entschieden werden kann, ob sie bewusst nicht markiert oder lediglich ignoriert oder übersehen wurden; diese Unterscheidung ist für die Bewertung der Aufmerksamkeitsleistung erheblich.
Zur Markierung der richtigen und falschen Symbole, die in Zeilen über den Testbogen verteilt sind, wird eine durchgehende Linie unter jede Zeile von Symbolen und unter allen Symbolen dieser Zeile gezogen. Die Linie soll an den falschen Symbolen geradewegs vorbeilaufen und bei den richtigen einen Zacken in das Symbol hineinmachen, so dass die Zackenspitze ungefähr die Mitte des (runden) Symboles trifft. Dadurch, dass die Linie an jedem Symbol vorbei- bzw. hineingeht, wird sichergestellt, dass jedes Symbol bearbeitet wurde; die falschen Symbole werden hier indirekt durch Nicht-Erzeugung eines Zackens markiert.
Diese Aufgabenstellung verhindert auch ein (unerwünschtes) wiederholtes Durcharbeiten aller Aufgaben mit jeweils unterschiedlichem Fokus auf ein anderes Zielobjekt, welches üblicherweise die Anzahl richtig markierter Zeichen erhöht.
Es gibt den Test in zwei Formen: Form A differenziert besser bei tendenziell leistungsstarken Testpersonen, Form B besser bei tendenziell leistungsschwachen. Andersherum ausgedrückt: Form A wertet ungenauer bei leistungsschwachen, Form B ungenauer bei leistungsstarken Testpersonen.

## Auswertung und Ergebnis
Der Test bewertet die Bereiche (Dimensionen) Leistung (Testwert L), Qualität (Testwert Q) und Kontinuität (Testwert K). Zusätzlich wird noch ein Testwert M (Markierungswert) berechnet, der einen Anhaltspunkt gibt, ob die Aufgabenstellung korrekt befolgt (verstanden) worden ist.
Testwerte nacheinander:
- L, Leistungswert – Schätzt die Anzahl der konzentriert bearbeiteten Symbole.
- Q, Qualitätswert – Schätzt den relativen Anteil der konzentriert bearbeiteten an allen Symbolen.
- K, Kontinuitätswert – Schätzt das Maß der kontinuierlich aufrechterhaltenen Konzentration.

Zur Berechnung dieser Werte werden noch die Gesamtmarkierung G und verschiedene Fehlerwerte gemessen:
- FL, Linienfehler – Z. B. unterbrochene, neu angesetzte oder korrigierte Linienstellen; weisen auf verfälschende Bearbeitungsstrategien hin (etwa das aufeinanderfolgende Bearbeiten einer Symbolart in einem ersten Durchlauf, der nächsten in einem zweiten Durchlauf).
- FV, Verwechslungsfehler – Fälschlich markierte falsche Symbole („Falscher Alarm“), d. h. unnötig gesetzte Zacken bei falschen Symbolen.
- FA, Auslassungsfehler – Fälschlich nicht-markierte (ausgelassene) richtige Symbole, d. h. fehlende Zacken bei richtigen Symbolen.
- FZ, Zusatzfehler – Andere Fehler; werden gewöhnlich nur protokolliert, nicht in die Wertung miteinbezogen.

Darüber hinaus kann eine Zusatz-Auswertung durchgeführt werden, in der weitere spezifischere Werte berechnet werden.
Mit Hilfe des zugehörigen Handbuches können die Ergebnisse (L-, Q-, K- und M-Wert) in sogenannte Normwerte umgerechnet werden. Berücksichtigt werden im Handbuch Prozentrang- und Stanine-Norm für verschiedene Altersgruppen, diese können auch beliebig in andere Normen umgerechnet werden.